# Визуальная поэзия

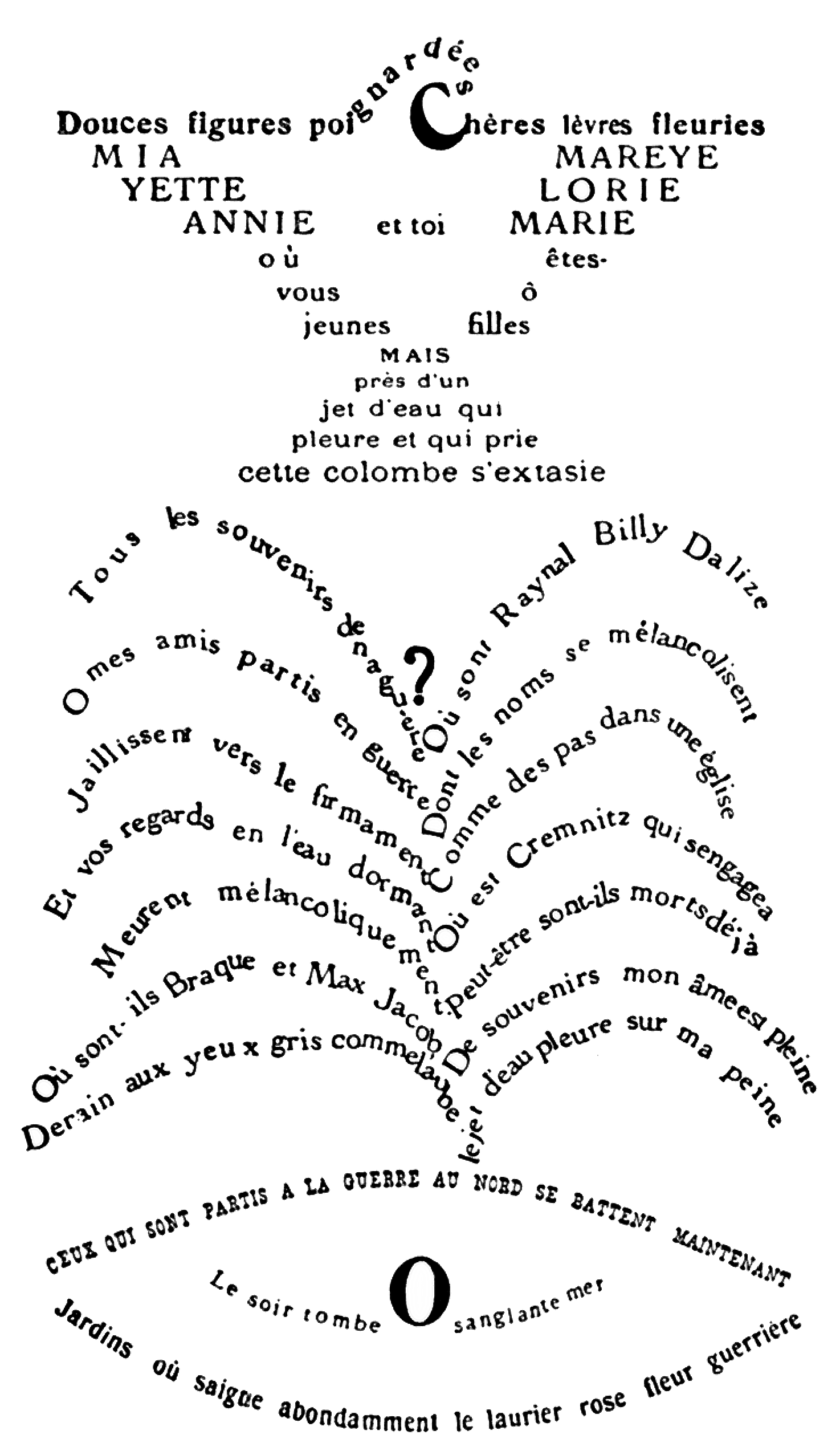
Гийом Аполлинер. «Заколотая голубка и фонтан» из сборника «Калиграммы» (1918)

Визуальная поэзия — разновидность поэтического текста, в котором важная роль отводится графическому изображению стиха и использованию особых начертательных элементов. Внешний вид текста, как правило, несёт дополнительную семантическую нагрузку, которая инкорпорируется в общий смысл стихотворения. Юрий Гик определяет визуальную поэзию как «жанр искусства, находящийся на стыке литературы и традиционного изобразительного творчества (живописи, графики)». Визуальная поэзия может быть отнесена к авангардной литературе.

## История
Приёмы визуализации поэтического слова известны ещё со времён Античности. Древнегреческий философ и поэт Симмий Родосский записывал свои стихи в виде предметов, о которых шла речь в тексте. Известны его стихотворения «Яйцо», «Секира» и «Крылья». Мастерство Симмия высоко оценивал Сократ (Платон, «Диалоги»: «Федр»).
Следующей вехой становления визуальной поэзии можно считать времена европейского барокко, когда визуализация обретает большую самостоятельность. Упор делается на символическом использовании визуальных элементов: форма стиха может выступать в качестве аллегории или коррелировать с отдельными словами, буквами стихотворения.

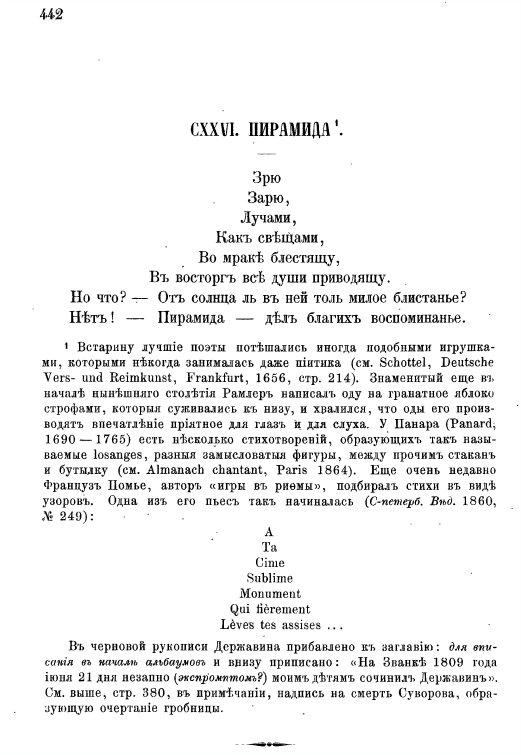
Г. Р. Державин. Пирамида (1809)

Примером такой визуализации служит стихотворение-молитва Евстратия, написанная в 1621 году и исполненная в виде серпантинного стиха. В целом история русской поэзии насчитывает много ранних образцов визуальной поэзии. В XVII веке фигурные стихотворения писал Симеон Полоцкий («Крест», стихотворение в форме сердца из цикла «Благоприветствования»), в XVIII с этим приёмом экспериментировал и Г. Р. Державин («Пирамида»).
В XX веке «текст, слова и буквы использовали в качестве элементов живописных и графических произведений французские кубисты, итальянские футуристы, русские кубофутуристы, артисты движения Дада». Особое место в истории визуальной поэзии занимает сборник «Каллиграммы» французского поэта Гийома Апполинера, выпущенный в 1918 году. В России авангардные графические практики развивались благодаря творчеству Кручёных, Каменского, Хлебникова, Игнатьева, Маяковского.
Феномен визуальной поэзии стал самостоятельным подвидом поэтического искусства во второй половине прошлого столетия. Его формирование связано с именами Ойвинда Фальстрема (Швеция), Юджина Гомрингера (Швейцария), Пьера Гранье (Франция), Макса Бене (Германия), творивших в рамках конкретной поэзии — экспериментального литературного направления, которое задействовало лингво-графические выразительные возможности языка.
В современной Европе регулярно проходят разномасштабные выставки и бьеннале визуальной поэзии; например, французский поэт и художник Андре Робер в своей студии-галерее в Ий-Сюр-Те (Восточные Пиренеи) раз в два года организует «Biennale internationale de poésie visuelle d’Ille sur Tet été».

## Концепции осмысления визуальной стихотворной речи
Дарья Суховей выделяет три концепции стихотворной речи, которые помогают ориентироваться в мире визуальной поэзии:
1.	Традиционная поэзия
Традиционное деление стихотворного текста «на строки в соответствии с ритмом и рифмой, соответствие строфической организации пунктуационной, тенденция начинать каждую строку с заглавной буквы и т. д.»
2.	Визуальная поэзия в чистом виде
Поэтическое содержание реализует себя в виде конкретной формы, в которую заключается стихотворный текст.
3.	Визуализация стиха как способ передачи информации
Эта концепция выходит из поэтики барокко, которая в графике стиха видела дополнительный источник смысла, особый способ познания стихотворного мира.
Юрий Гик разделил визуальную поэзию на три категории: постфигурная поэзия, постконкретная поэзия и «постpoesia visiva».

## Современная визуальная поэзия в России
Андрей Вознесенский (1933—2010)
Первые опыты изобразительной поэзии Андрея Вознесенского, «изопы», были опубликованы в его книге «Тень звука» в 1970 году. По словам поэта, изопы были созданы им в качестве противовеса чтецкой поэзии. Изопы представляют собой буквы, которые складываются в иконические изображения. Позднее Вознесенский придумал видеомы, в которых изобразительная составляющая превосходит текстовую (например, видеома «тьматьматьмать…»). Как отдельную графическую ветвь видеом поэт выделил кругометы, отметив, что они являются более текстовыми.
Благодаря своим творческим поискам Вознесенский актуализировал упор на изобразительной части стихотворения.
Генрих Сапгир (1928—1999)
Генрих Сапгир был участником литературной студии Евгения Кропивницкого, публиковался на Западе, в России известен как детский писатель. Сапгира можно назвать автором, который «мыслил книгами»: его сборники стихов подчинены задачам формы и не существуют в отрыве от неё. Визуальная поэзия в его творчестве представлена «изостихами», частый мотив которых пустота, дробление.
Дмитрий Авалиани (1938—2003)
Листовертни, или визуальный палиндром, — тип визуальных стихов, изобретённый Дмитрием Авалиани. Благодаря особому орнаментальному начертанию в изображённой словоформе можно прочитать разные слова, поменяв угол зрения. Также известен своими палиндромами, анаграммами, гетерограммами, панторифмами и алфавитными стихами.
Анна Альчук (1955—2008)
Музыкальность текстов Анны Альчук достигалась за счёт визуального дробления слов, или дробления на «поэтические атомы». Для этого автор использовала знаки препинания, употребляла иноязычные слова. «Простейшие» — ранний цикл стихов Альчук, страницы которого заполнены «узорами из букв»: эффект узора возникает благодаря многократному повторению одной и той же буквы и отсутствию зазоров.
Вилли Мельников (1962—2016)
Поэт-экспериментатор и фотохудожник Вилли Мельников писал стихи в самоизобретённом жанре под названием лингвогобелен. Автор создавал «языковые ковры» из различных современных и древних языков, попеременно переплетая их элементы. По его словами, чтение лингвогобеленов вслух и их созерцание обладает психотерапевтическим воздействием. Он называл их противоядием от взаимонепонимания.
Андрей Сен-Сеньков (род. 1968)
Сен-Сеньков не является подлинным визуальным поэтом, но в своём творчестве автор использует интересные приёмы визуализации. Стихотворение «SMS для тех, кто читает в метро» написано латиницей и кириллицей. Из-за соединения алфавитов чтение становится затруднённым. Это заставляет читателя останавливаться на каждой строчке и осознанно воспринимать написанное.